# Vòng loại Giải vô địch bóng đá thế giới 2010 – Khu vực Bắc, Trung Mỹ và Caribe (Vòng 3)
Bài viết sau đây là tóm tắt của các trận đấu ở vòng 3, vòng loại giải vô địch bóng đá thế giới 2010 khu vực Bắc, Trung Mỹ và Caribe. 12 đội tuyển vượt qua vòng 2 vào thi đấu tại vòng 3. Các đội tuyển sẽ được chia làm 3 bảng, mỗi bảng 4 đội, gặp nhau theo thể thức vòng tròn hai lượt trận đi và về, sân nhà-sân khách, để chọn ra mỗi bảng 2 đội xếp đầu vào vòng 4.

## Bảng 1
| Đội tuyển          | St | T | H | B | Bt | Bb | Hs  | Điểm |
| ------------------ | -- | - | - | - | -- | -- | --- | ---- |
| Hoa Kỳ             | 6  | 5 | 0 | 1 | 14 | 3  | +11 | 15   |
| Trinidad và Tobago | 6  | 3 | 2 | 1 | 9  | 6  | +3  | 11   |
| Guatemala          | 6  | 1 | 2 | 3 | 6  | 7  | −1  | 5    |
| Cuba               | 6  | 1 | 0 | 5 | 5  | 18 | −13 | 3    |

|                    | Cuba  | Guatemala | Trinidad và Tobago | Hoa Kỳ |
| ------------------ | ----- | --------- | ------------------ | ------ |
| Cuba               | –     | 2 – 1     | 1 – 3              | 0 – 1  |
| Guatemala          | 4 – 1 | –         | 0 – 0              | 0 – 1  |
| Trinidad và Tobago | 3 – 0 | 1 – 1     | –                  | 2 – 1  |
| Hoa Kỳ             | 6 – 1 | 2 – 0     | 3 – 0              | –      |

| Cuba        | 1–3      | Trinidad và Tobago         |
| ----------- | -------- | -------------------------- |
| Márquez 85' | Chi tiết | Daniel 27', 61' · Glen 66' |

| Guatemala | 0–1      | Hoa Kỳ        |
| --------- | -------- | ------------- |
|           | Chi tiết | Bocanegra 69' |

| Trinidad và Tobago | 1–1      | Guatemala    |
| ------------------ | -------- | ------------ |
| Daniel 84'         | Chi tiết | Gallardo 90' |

| Cuba | 0–1      | Hoa Kỳ      |
| ---- | -------- | ----------- |
|      | Chi tiết | Dempsey 40' |

| Hoa Kỳ                                | 3–0      | Trinidad và Tobago |
| ------------------------------------- | -------- | ------------------ |
| Bradley 10' · Dempsey 18' · Ching 57' | Chi tiết |                    |

| Guatemala                                       | 4–1      | Cuba        |
| ----------------------------------------------- | -------- | ----------- |
| Ruíz 38', 55' · Rodríguez 85' · Contreras 90+1' | Chi tiết | Linares 25' |

| Hoa Kỳ                                                                 | 6–1      | Cuba      |
| ---------------------------------------------------------------------- | -------- | --------- |
| Beasley 11', 31' · Donovan 48' · Ching 63' · Altidore 87' · Onyewu 90' | Chi tiết | Muñoz 32' |

| Guatemala | 0–0      | Trinidad và Tobago |
| --------- | -------- | ------------------ |
|           | Chi tiết |                    |

| Cuba                              | 2–1      | Guatemala |
| --------------------------------- | -------- | --------- |
| Colomé 45' (ph.đ.) · Urgelles 90' | Chi tiết | Pappa 80' |

| Trinidad và Tobago             | 2–1      | Hoa Kỳ     |
| ------------------------------ | -------- | ---------- |
| Latapy 60' · Yorke 79' (ph.đ.) | Chi tiết | Davies 74' |

| Trinidad và Tobago                 | 3–0      | Cuba |
| ---------------------------------- | -------- | ---- |
| Jones 67' · Yorke 69' · Daniel 89' | Chi tiết |      |

| Hoa Kỳ               | 2–0      | Guatemala |
| -------------------- | -------- | --------- |
| Cooper 53' · Adu 68' | Chi tiết |           |

## Bảng 2
| Đội tuyển | St | T | H | B | Bt | Bb | Hs | Điểm |
| --------- | -- | - | - | - | -- | -- | -- | ---- |
| Honduras  | 6  | 4 | 0 | 2 | 9  | 5  | +4 | 12   |
| México    | 6  | 3 | 1 | 2 | 9  | 6  | +3 | 10   |
| Jamaica   | 6  | 3 | 1 | 2 | 6  | 6  | 0  | 10   |
| Canada    | 6  | 0 | 2 | 4 | 6  | 13 | −7 | 2    |

|          | Canada | Honduras | Jamaica | México |
| -------- | ------ | -------- | ------- | ------ |
| Canada   | –      | 1 – 2    | 1 – 1   | 2 – 2  |
| Honduras | 3 – 1  | –        | 2 – 0   | 1 – 0  |
| Jamaica  | 3 – 0  | 1 – 0    | –       | 1 – 0  |
| México   | 2 – 1  | 2 – 1    | 3 – 0   | –      |

| Canada        | 1–1      | Jamaica      |
| ------------- | -------- | ------------ |
| de Guzmán 47' | Chi tiết | Williams 52' |

| México         | 2–1      | Honduras    |
| -------------- | -------- | ----------- |
| Pardo 73', 75' | Chi tiết | de León 36' |

| México                                | 3–0      | Jamaica |
| ------------------------------------- | -------- | ------- |
| Guardado 3' · Arce 33' · Magallón 63' | Chi tiết |         |

| Canada     | 1–2      | Honduras          |
| ---------- | -------- | ----------------- |
| Serioux 4' | Chi tiết | R. Núñez 47', 56' |

| México                  | 2–1      | Canada    |
| ----------------------- | -------- | --------- |
| Bravo 59' · Márquez 73' | Chi tiết | Gerba 78' |

| Honduras                           | 2–0      | Jamaica |
| ---------------------------------- | -------- | ------- |
| R. Núñez 65' · Guevara 73' (ph.đ.) | Chi tiết |         |

| Jamaica    | 1–0      | México |
| ---------- | -------- | ------ |
| Fuller 34' | Chi tiết |        |

| Honduras                                 | 3–1      | Canada       |
| ---------------------------------------- | -------- | ------------ |
| W. Martínez 9' · Costly 65' · Thomas 90' | Chi tiết | Hainault 54' |

| Jamaica     | 1–0      | Honduras |
| ----------- | -------- | -------- |
| Shelton 16' | Chi tiết |          |

| Canada                    | 2–2      | México                  |
| ------------------------- | -------- | ----------------------- |
| Gerba 13' · Radzinski 50' | Chi tiết | Salcido 35' · Vuoso 64' |

| Honduras              | 1–0      | México |
| --------------------- | -------- | ------ |
| Osorio 52' (lưới nhà) | Chi tiết |        |

| Jamaica                                       | 3–0      | Canada |
| --------------------------------------------- | -------- | ------ |
| Shelton 28' · King 58' (ph.đ.) · Cummings 85' | Chi tiết |        |

## Bảng 3
| Đội tuyển   | St | T | H | B | Bt | Bb | Hs  | Điểm |
| ----------- | -- | - | - | - | -- | -- | --- | ---- |
| Costa Rica  | 6  | 6 | 0 | 0 | 20 | 3  | +17 | 18   |
| El Salvador | 6  | 3 | 1 | 2 | 11 | 4  | +7  | 10   |
| Haiti       | 6  | 0 | 3 | 3 | 4  | 13 | −9  | 3    |
| Suriname    | 6  | 0 | 2 | 4 | 4  | 19 | −15 | 2    |

|             | Costa Rica | El Salvador | Haiti | Suriname |
| ----------- | ---------- | ----------- | ----- | -------- |
| Costa Rica  | –          | 1 – 0       | 2 – 0 | 7 – 0    |
| El Salvador | 1 – 3      | –           | 5 – 0 | 3 – 0    |
| Haiti       | 1 – 3      | 0 – 0       | –     | 2 – 2    |
| Suriname    | 1 – 4      | 0 – 2       | 1 – 1 | –        |

| Haiti                     | 2–2      | Suriname           |
| ------------------------- | -------- | ------------------ |
| Bertin 90' · Brunel 90+5' | Chi tiết | Christoph 31', 46' |

| Costa Rica          | 1–0      | El Salvador |
| ------------------- | -------- | ----------- |
| Saborío 49' (ph.đ.) | Chi tiết |             |

| El Salvador                                   | 5–0      | Haiti |
| --------------------------------------------- | -------- | ----- |
| Zelaya 7', 24', 53' · Larios 58' · Torres 79' | Chi tiết |       |

| Costa Rica                                                                     | 7–0      | Suriname |
| ------------------------------------------------------------------------------ | -------- | -------- |
| Ledezma 9', 41' · Alpízar 47' · Alonso 78' · Borges 79' · Solís 86' · Ruiz 88' | Chi tiết |          |

| Suriname | 0–2      | El Salvador                       |
| -------- | -------- | --------------------------------- |
|          | Chi tiết | Martin 2' · Felter 12' (lưới nhà) |

| Haiti       | 1–3      | Costa Rica                  |
| ----------- | -------- | --------------------------- |
| Alcénat 40' | Chi tiết | Ruiz 12', 75' · Alpízar 86' |

| Suriname      | 1–4      | Costa Rica                                        |
| ------------- | -------- | ------------------------------------------------- |
| Sandvliet 48' | Chi tiết | Centeno 10' · Borges 41' · Alonso 47' · Solís 78' |

| Haiti | 0–0      | El Salvador |
| ----- | -------- | ----------- |
|       | Chi tiết |             |

| Costa Rica             | 2–0      | Haiti |
| ---------------------- | -------- | ----- |
| Díaz 16' · Núñez 90+2' | Chi tiết |       |

| El Salvador                                         | 3–0      | Suriname |
| --------------------------------------------------- | -------- | -------- |
| Zelaya 8' · Quintanilla 27' · Garden 81' (lưới nhà) | Chi tiết |          |

| Suriname      | 1–1      | Haiti           |
| ------------- | -------- | --------------- |
| Christoph 40' | Chi tiết | Saint-Preux 28' |

| El Salvador  | 1–3      | Costa Rica                     |
| ------------ | -------- | ------------------------------ |
| Corrales 18' | Chi tiết | Myrie 24', 90' · Fernández 30' |

## Danh sách cầu thủ ghi bàn
4 bàn
| - Rodolfo Zelaya | - Keon Daniel |  |

3 bàn
| - Bryan Ruiz | - Ramón Núñez | - Wensley Christoph |

2 bàn
| - Ali Gerba - Armando Alonso - Alejandro Alpízar - Celso Borges - Froylan Ledezma | - Roy Myrie - Alonso Solís - Carlos Ruíz - Luton Shelton - Pável Pardo | - Dwight Yorke - DaMarcus Beasley - Brian Ching - Clint Dempsey |

1 bàn
| - Julián de Guzmán - Andrew Hainault - Tomasz Radzinski - Adrian Serioux - Álvaro Saborío - Walter Centeno - Júnior Díaz - José Fernández - Victor Núñez - Jaime Colomé - Roberto Linares - Jeniel Márquez - Jensy Muñoz - Allianni Urgelles - Rudis Corrales - César Larios - Shawn Martin - Eliseo Quintanilla - William Torres | - José Manuel Contreras - Carlos Gallardo - Marco Pappa - Mario Rodríguez - Jean Alcénat - Frantz Bertin - Fucien Brunel - Leonel Saint-Preux - Carlos Costly - Amado Guevara - Julio César de León - Walter Martínez - Hendry Thomas - Omar Cummings - Ricardo Fuller - Marlon King - Andy Williams - Fernando Arce | - Omar Bravo - Andrés Guardado - Jonny Magallon - Rafael Márquez - Carlos Salcido - Matías Vuoso - Clifton Sandvliet - Russell Latapy - Cornell Glen - Kenwyne Jones - Freddy Adu - Jozy Altidore - Carlos Bocanegra - Michael Bradley - Kenny Cooper - Landon Donovan - Charlie Davies - Oguchi Onyewu |

phản lưới nhà
| - Ricardo Osorio (trong trận gặp Honduras) | - Marlon Felter (trong trận gặp El Salvador) | - Derrik Garden (trong trận gặp El Salvador) |